# Lichtbalk

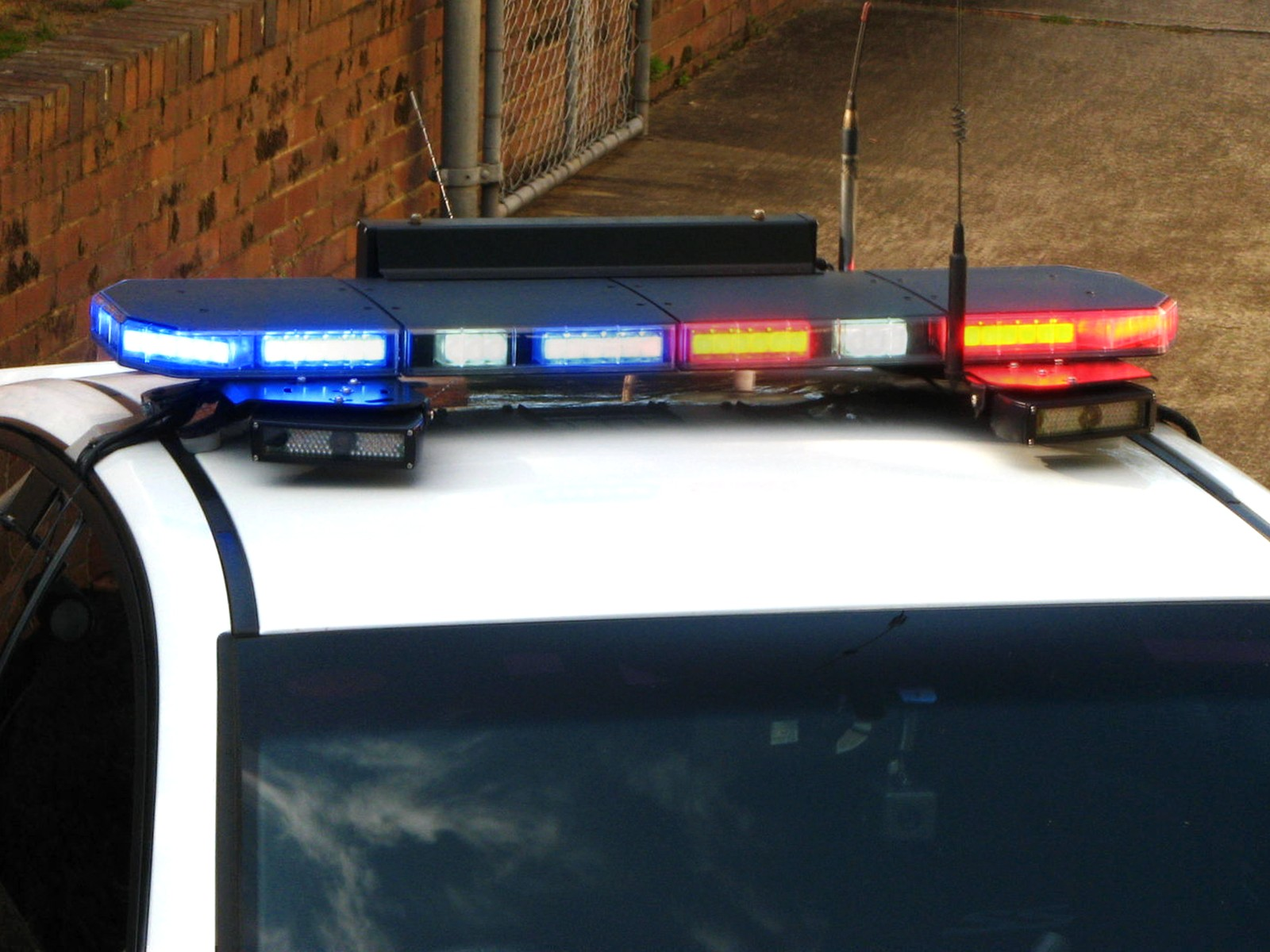
Een lichtbalk van een Amerikaanse politiewagen

Een lichtbalk is een lange balk die wordt gebruikt door hulpdiensten (zoals ambulance, politie, en brandweer) om andere verkeersdeelnemers te waarschuwen dat de weg vrijgemaakt moet worden voor het voorrangsvoertuig. Vaak wordt er naast een lichtbalk ook een sirene gebruikt. Dit samen noem je optische en geluidssignalen. Als een voorrangsvoertuig een kruispunt nadert, met daarbij een lichtbalk of zwaailicht en sirene, is het de bedoeling dat dit voertuig voorrang krijgt om sneller bij een melding aanwezig te zijn.

## Verschillende lichtbalken
In sommige lichtbalken zitten draailampen verwerkt, en in andere lichtbalken wordt weer een ledsysteem gebruikt. 